# Sporozoit

Cellstruktur hos en typisk Apicomplexa: 1-polring, 2-konoid, 3-mikronemer, 4-roptrier, 5-cellkärna, 6-nukleol, 7-mitokondrie, 8-främre ring, 9-mikrotubuli, 10-golgiapparaten, 11-mikropor.

Sporozoit är ett cellulärt utvecklingsstadium i livscykeln hos Apicomplexa, som har uppkommit för att låta dessa intracellulära parasiter överleva de vitt skilda miljöer som de utsätts för under sina komplexa livscykler. Varje stadium har en typisk cellulär variation med en bestämd morfologi och biokemi.
Den sporozoit som utvecklas i Plasmodium (släkte)släktet hos Anopheles-myggan, är ett malariaförstadium,  som har i uppgift att infektera nya värddjur, exempelvis människan. Hos dessa och andra parasiter som Babesia, Eimeria och Toxoplasma gondii skapas olika stadier för intagande av föda, såsom
- Trophozoit
- Bradyzoit
- Tachyzoit
- Oocyst